# فرنك وسط إفريقي
الفرنك الوسط إفريقي أو فرنك س ف ا وسط إفريقيا (بالفرنسية: (Franc CFA (CEMAC)‏، (أيزو 4217: XAF) هي عملة كل من التشاد والكاميرون وجمهورية الكونغو وجمهورية إفريقيا الوسطى وغينيا الاستوائية والغابون أي أعضاء المجموعة الإقتصادية والنقدية لوسط إفريقيا. كما يوجد في إفريقيا عملة فرنك خاصة بدول غرب إفريقيا.
رغم كون فرنك المتداول في وسط إفريقيا تساوي قيمته الفرنك الغرب إفريقي، إلا أنه لا يمكن استعمال الفرنك الوسط إفريقي في دول غرب إفريقيا وبالعكس.

## التاريخ
إُدخل فرنك وسط إفريقيا إلى المستعمرات الفرنسية في إفريقيا الاستوائية في عام 1945، ليحل محل الفرنك الإفريقي الإستوائي الفرنسي. وكانت المستعمرات التي تستخدم الفرنك تشاد، الكاميرون الفرنسية، الكونغو الفرنسية، الغابون وأوبانغي شاري.
وظلت العملة قيد الاستخدام عندما حصلت هذه المستعمرات على استقلالها. واعتمدت غينيا الاستوائي، الفرنك في عام 1984، لتحل محل إيكويل غينيا الاستوائية.

البلدان التي تستخدم الفرنك

## العملات النقدية

### إصدار 1993
| صورة | القيمة      | اللون الرئيسي | الوصف                           | الوصف       |
| صورة | القيمة      | اللون الرئيسي | الوجه                           | العكس       |
| ---- | ----------- | ------------- | ------------------------------- | ----------- |
|      | 500 فرنك    | أزرق          | زيبو، رجل                       | ظباء        |
|      | 1000 فرنك   | أخضر          | حصاد القهوة، رجل                | طوفة        |
|      | 2000 فرنك   | برتقالي       | فاكهة استوائية، امرأة           | ميناء       |
|      | 5000 فرنك   | بنفسجي        | عمال حفر                        | جنى القطن   |
|      | 10,000 فرنك | أزرق          | مبنى بنك إفريقيا المركزي، امرأة | مصائد اسماك |

### إصدار 2003
| القيمة | اللون الرئيسي | الأبعاد    | الصورة | الصورة | الوصف                           | الوصف            |
| القيمة | اللون الرئيسي | الأبعاد    | الوجه  | العكس  | الوجه                           | العكس            |
| ------ | ------------- | ---------- | ------ | ------ | ------------------------------- | ---------------- |
| 500    | بنى           | 70×130 ملم |        |        | فصل دراسي                       | أمرأة؛ أكواخ     |
| 1000   | أزرق          | 75×135 ملم |        |        | قطع الأشجار، رجل                | عمل ميداني       |
| 2000   | روزي          | 75×145 ملم |        |        | سد كهرومائي؛ فتاة               | تعدين            |
| 5000   | أخضر          | 80×145 ملم |        |        | ميناء، رجل                      | محطة ضخ النفط    |
| 10000  | البنفسجي      | 80×150 ملم |        |        | مبنى بنك إفريقيا المركزي، امرأة | النقل والاتصالات |

## العملات المعدنية
| القيمة   | تاريخ الإصدار | القطر (ملم) | الوزن (جرام) | الوصف                              | الوصف                                  |
| القيمة   | تاريخ الإصدار | القطر (ملم) | الوزن (جرام) | الوجه                              | العكس                                  |
| -------- | ------------- | ----------- | ------------ | ---------------------------------- | -------------------------------------- |
| 1 فرنك   | 2006          | 15,00       | 1,65         | القيمة، القهوة والدخن وسنة الإصدار | القيمة، البنك المركزي لدول وسط إفريقيا |
| 2 فرنك   | 2006          | 18,00       | 2,45         | القيمة، القهوة والدخن وسنة الإصدار | القيمة، البنك المركزي لدول وسط إفريقيا |
| 5 فرنك   | 2006          | 16,00       | 2,40         | القيمة، القهوة والدخن وسنة الإصدار | القيمة، البنك المركزي لدول وسط إفريقيا |
| 10 فرنك  | 2006          | 18,00       | 3,00         | القيمة، القهوة والدخن وسنة الإصدار | القيمة، البنك المركزي لدول وسط إفريقيا |
| 25 فرنك  | 2006          | 22,70       | 4,25         | القيمة، القهوة والدخن وسنة الإصدار | القيمة، البنك المركزي لدول وسط إفريقيا |
| 50 فرنك  | 2006          | 21,90       | 5,00         | القيمة، القهوة والدخن وسنة الإصدار | القيمة، البنك المركزي لدول وسط إفريقيا |
| 100 فرنك | 2006          | 24,00       | 6,00         | القيمة، القهوة والدخن وسنة الإصدار | القيمة، البنك المركزي لدول وسط إفريقيا |
| 500 فرنك | 2006          | 26,00       | 8,00         | القيمة، القهوة والدخن وسنة الإصدار | القيمة، البنك المركزي لدول وسط إفريقيا |

## الجدل
هناك بعض الجدل حول ما إذا كان فرنك وسط إفريقيا يستعمل كطريقة لحفاظ فرنسا على نفوذها في المنطقة. على سبيل المثال، تتمثل إحدى «قواعد» العملة في أن البنوك المركزية لجميع الدول المعنية يجب أن تحتفظ بما لا يقل عن 50٪ من أصولها الأجنبية في الخزانة الفرنسية. يرى البعض أن هذا وسيلة للحفاظ على استقرار العملة بينما يرى البعض الآخر أنها تحد من الاستقلال الاقتصادي لدول غرب إفريقيا. أظهرت بعض الدراسات أن فرنك غرب إفريقيا قد قلل من التجارة البينية، جعل البلدان تعتمد على تصدير عدد محدود من السلع، وقلص القاعدة الصناعية، وجعل اقتصادات هذه الدول شديدة التأثر بالصدمات الخارجية. على الرغم من أنه خلال الفترة من أوائل الخمسينيات إلى منتصف الثمانينيات، شهدت بلدان الفرنك نموًا أعلى ومعدلات تضخم أقل من غيرها من بلدان جنوب الصحراء الكبرى.